# 范兴登
范兴登（1922年—2002年），广西桂平人，中华人民共和国政治人物、社会活动家，中国民主促进会中央委员会原常务委员，第六、七届全国人大代表。